# Русско-ливонская война (1501—1503)
Русско-ливонская война 1501—1503 годов — война между Русским государством (в союзе с Псковской республикой) и Ливонской конфедерацией. Велась параллельно с русско-литовской войной 1500—1503 годов и иногда рассматривается в историографии как часть единой русско-литовско-ливонской войны.

## Предыстория
Возникновение централизованного Русского государства существенно изменило баланс сил в регионе, что отчётливо ощутила Ливонская конфедерация в ходе войны 1480—1481 годов, когда войска государя всея Руси Ивана III, прийдя на помощь Пскову, предприняли глубокие рейды в саму Ливонию. В последующие годы Ливония искала сильных союзников, способных укрепить её безопасность, однако не слишком преуспела в этом. В 1500 году магистру Вальтеру фон Плеттенбергу поступило предложение о военном союзе от великого князя литовского Александра Ягеллончика. После некоторых колебаний, вызванных недоверием к литовской стороне, Плеттенберг в 1501 году всё же принял литовское предложение и убедил ландтаг в необходимости поддержать Литву. Разгром литовского войска в Ведрошской битве и занятие русскими войсками обширных литовских территорий сильно встревожили Ливонию перспективой полного поражения Великого княжества Литовского и фактически окружения Ливонии Русским государством. Заключив с Вильно против Москвы оборонительно-наступательный Венденский договор, Ливония непосредственно вступала в войну. Целью было овладеть ключевыми пунктами Псковской земли на рубежах с Ливонией и Литвой, в том числе во взаимодействии с литовцами. Прелюдией и предлогом к началу войны стал арест 150 русских купцов, которых обвинили в краже.
Видя угрозу на северо-западном направлении, Иван III отправил в Псков московский отряд под руководством князей Василия Васильевича Шуйского и Даниила Александровича Пенько, который прибыл в город 1 августа. Несмотря ни на что Иван III старался избежать войны, и московская рать во Пскове длительное время стояла в бездействии. Русские силы начали выдвигаться к ливонской границе только 22 августа.

## Ход войны
26 августа ливонское войско во главе с магистром Вальтером фон Плеттенбергом перешло границу возле города Остров для того, чтобы на территории Псковской республики соединиться с союзным литовским войском. Но уже 27 августа войско Плеттенберга сошлось с русским войском в битве на реке Серице, где ливонцы одержали убедительную победу и полностью завладели инициативой.
После победы на Серице войско Плеттенберга безуспешно пыталось взять Изборск и Красный Городок, а затем занять броды через реку Великую. Отбитые псковичами у бродов ливонцы повернули на юг и 7 сентября взяли город Остров. Вспыхнувшая вслед за этим в ливонской армии эпидемия вынудила Плеттенберга вернуться в Ливонию. Другой причиной ухода было то, что войско ВКЛ так и не прибыло на помощь. 14 сентября Плеттенберг был уже в Ливонии. Небольшой отряд литовцев пришёл в псковскую землю уже после отхода ливонской армии и, безуспешно попытавшись взять крепость Опочку, также отступил.
Осенью русские войска перешли в наступление как на земли Ливонской конфедерации, так и на Великое княжество Литовское, одержав ряд побед (князь Даниил Щеня опустошил северо-восточную Лифляндию и значительную часть Эстляндии, русские нанесли немцам поражение у замка Гельмед). Нападение войск Большой Орды на северские земли заставило Ивана III перебросить туда русские войска с севера. Объединёнными усилиями русских войск и союзных войск Крымского ханства нападение было отбито.
В 1502 году фон Плеттенберг предпринял повторный поход на Русь. Войска рыцарей Ливонской конфедерации безуспешно пытались овладеть Изборском, а затем осадили Псков, что также окончилось безуспешно. Узнав о приближении великокняжеских войск, Плеттенберг отступил в сторону Ливонии. Между его войском и догнавшим его русским (великокняжеским и псковким) войском произошла битва у озера Смолина, в которой обе стороны понесли крупные потери. Плеттенберг продолжил отступать и вернулся в Ливонию.

## Последствия и значение
Видя всю бесперспективность войны с русскими, великий князь литовский Александр в декабре 1502 года предложил Ливонии принять участие в мирных переговорах с Россией и ливонское посольство прибыло в Москву. Орден требовал отдать отторгнутые территории в ходе предыдущих конфликтов, также ливонская сторона добивалась отмены практики, по которой договор с Ливонией подписывал не сам великий князь, а наместники Пскова и Новгорода. Также ливонцы хотели устранения формулы о челобитье, которую они считали унизительной. Ещё одно требование касалось русско-ганзейских отношений, в частности, возврата конфискованных в 1494 году в Новгороде товаров и освобождения ревельских купцов. Вслед за Благовещенским перемирием между Русским государством и Великим княжеством Литовским 2 апреля 1503 года под давлением литовских и венгерских посланников было подписано перемирие с Ливонской конфедерацией на русских условиях. Несмотря на все попытки ливонцев изменить традиционный порядок, перемирие было заключено между наместниками великого князя (новгородским и псковским) и Ливонским орденом. По условиям перемирия сохранялась старая граница. Все претензии Ордена были отвергнуты, в том числе требования по возврату товаров и освобождению купцов. Перемирие обеспечивало безопасность русско-ливонских границ вплоть до Ливонской войны.